# François Cavanna
François Cavanna, född 22 februari 1923 i Nogent-sur-Marne, död 29 januari 2014 i Creteil, var en fransk tecknare, journalist och författare.

## Biografi
François Cavanna var enda barnet till muraren Luigi Cavanna från Bettola i Piacenza i Emilia-Romagna i Italien och Marguerite Charvin från Sauvigny-les-Bois i Nièvre. Mellan 1940 och 1945 var han kommenderad till arbetstjänst i Tyskland. Efter återkomsten till Frankrike efter andra världskrigets slut, började han så småningom försörja sig genom att teckna serier, särskilt för barnserietidningen Kim. Från 1949 var han tidningstecknare. 
Han blev i januari 1954 medarbetare i den nyligen startade tidskriften Zéro, som grundades av Jean Novi, och blev 1957 chefredaktör för denna. En av medarbetarna var Georges Bernier (signaturen Professeur Choron). Efter Jean Novis död 1960 startade Cavanna, Bernier och Fred Aristidès månadstidskriften Hara-Kiri och också senare den månatliga serietidningen Charlie Mensuel och den satiriska veckotidskriften Hara-Kiri Hebdo (senare Charlie Hebdo).
Efter det att Charlie Hebdo lades ned 1981, lanserade han tillsammans med Professeur Choron Zéro i en ny version, och från 1991 var han medarbetare i den återlanserade Charlie Hebdo.